# Cristian Cásseres Jr.
Cristian Sleiker Cásseres Yepes, noto semplicemente come Cristian Cásseres Jr. (Caracas, 20 gennaio 2000), è un calciatore venezuelano, centrocampista del Tolosa e della nazionale venezuelana.

## Caratteristiche tecniche
È un centrocampista centrale.

## Carriera

### Club
Dopo aver giocato in Nord e Sud America con Dep. La Guaira e N.Y. Red Bulls, il 7 luglio 2023 si trasferisce a titolo definitivo, per la cifra di 1 milione di euro, ai francesi del Tolosa.

### Nazionale
Ha giocato nella nazionale venezuelana Under-17.
Nel 2019 è stato inserito dal commissario tecnico della nazionale Under-20 venezuelana, Rafael Dudamel, nella lista dei convocati al campionato sudamericano di categoria, alla quale ha preso parte.
Nel 2020 ha esordito in nazionale maggiore.

## Statistiche

### Presenze e reti nei club
Statistiche aggiornate al 7 dicembre 2024.
| Stagione                     | Squadra                      | Campionato                   | Campionato | Campionato | Coppe nazionali | Coppe nazionali | Coppe nazionali | Coppe continentali | Coppe continentali | Coppe continentali | Altre coppe | Altre coppe | Altre coppe | Totale | Totale |
| Stagione                     | Squadra                      | Comp                         | Pres       | Reti       | Comp            | Pres            | Reti            | Comp               | Pres               | Reti               | Comp        | Pres        | Reti        | Pres   | Reti   |
| ---------------------------- | ---------------------------- | ---------------------------- | ---------- | ---------- | --------------- | --------------- | --------------- | ------------------ | ------------------ | ------------------ | ----------- | ----------- | ----------- | ------ | ------ |
| 2016                         | Dep. La Guaira               | PDC                          | 2          | 0          | -               | -               | -               | -                  | -                  | -                  | -           | -           | -           | 2      | 0      |
| 2017                         | Dep. La Guaira               | PDA                          | 13         | 1          | -               | -               | -               | -                  | -                  | -                  | -           | -           | -           | 13     | 1      |
| Totale Dep. La Guaira        | Totale Dep. La Guaira        | Totale Dep. La Guaira        | 15         | 1          |                 | -               | -               |                    | -                  | -                  |             | -           | -           | 15     | 1      |
| 2018                         | N.Y. Red Bulls II            | USL                          | 26         | 3          | -               | -               | -               | -                  | -                  | -                  | -           | -           | -           | 26     | 3      |
| 2019                         | N.Y. Red Bulls II            | USL                          | 2          | 0          | -               | -               | -               | -                  | -                  | -                  | -           | -           | -           | 2      | 0      |
| Totale New York Red Bulls II | Totale New York Red Bulls II | Totale New York Red Bulls II | 28         | 3          |                 | -               | -               |                    | -                  | -                  |             | -           | -           | 28     | 3      |
| 2018                         | N.Y. Red Bulls               | MLS                          | 3          | 0          | -               | -               | -               | -                  | -                  | -                  | -           | -           | -           | 3      | 0      |
| 2019                         | N.Y. Red Bulls               | MLS                          | 24         | 3          | USOC            | 1               | 1               | -                  | -                  | -                  | -           | -           | -           | 25     | 4      |
| 2020                         | N.Y. Red Bulls               | MLS                          | 20         | 2          | -               | -               | -               | -                  | -                  | -                  | -           | -           | -           | 20     | 2      |
| 2021                         | N.Y. Red Bulls               | MLS                          | 28         | 6          | -               | -               | -               | -                  | -                  | -                  | -           | -           | -           | 28     | 6      |
| 2022                         | N.Y. Red Bulls               | MLS                          | 27         | 2          | USOC            | 4               | 0               | -                  | -                  | -                  | -           | -           | -           | 31     | 2      |
| gen.-lug. 2023               | N.Y. Red Bulls               | MLS                          | 17         | 1          | USOC            | 2               | 0               | -                  | -                  | -                  | -           | -           | -           | 19     | 1      |
| Totale New York Red Bulls    | Totale New York Red Bulls    | Totale New York Red Bulls    | 119        | 14         |                 | 7               | 1               |                    | -                  | -                  |             | -           | -           | 126    | 15     |
| 2023-2024                    | Tolosa                       | L1                           | 32         | 1          | CF              | 2               | 0               | UEL                | 7                  | 0                  | SF          | 1           | 0           | 42     | 1      |
| 2024-2025                    | Tolosa                       | L1                           | 13         | 0          | CF              | -               | -               | -                  | -                  | -                  | -           | -           | -           | 13     | 0      |
| Totale Tolosa                | Totale Tolosa                | Totale Tolosa                | 45         | 1          |                 | 2               | 0               |                    | 7                  | 0                  |             | 1           | 0           | 55     | 1      |
| Totale carriera              | Totale carriera              | Totale carriera              | 207        | 19         |                 | 9               | 1               |                    | 7                  | 0                  |             | 1           | 0           | 224    | 20     |

### Cronologia presenze e reti in nazionale
| Cronologia completa delle presenze e delle reti in nazionale ― Venezuela | Cronologia completa delle presenze e delle reti in nazionale ― Venezuela | Cronologia completa delle presenze e delle reti in nazionale ― Venezuela | Cronologia completa delle presenze e delle reti in nazionale ― Venezuela | Cronologia completa delle presenze e delle reti in nazionale ― Venezuela | Cronologia completa delle presenze e delle reti in nazionale ― Venezuela | Cronologia completa delle presenze e delle reti in nazionale ― Venezuela | Cronologia completa delle presenze e delle reti in nazionale ― Venezuela |
| Data                                                                     | Città                                                                    | In casa                                                                  | Risultato                                                                | Ospiti                                                                   | Competizione                                                             | Reti                                                                     | Note                                                                     |
| ------------------------------------------------------------------------ | ------------------------------------------------------------------------ | ------------------------------------------------------------------------ | ------------------------------------------------------------------------ | ------------------------------------------------------------------------ | ------------------------------------------------------------------------ | ------------------------------------------------------------------------ | ------------------------------------------------------------------------ |
| 9-10-2020                                                                | Barranquilla                                                             | Colombia                                                                 | 3 – 0                                                                    | Venezuela                                                                | Qual. Mondiali 2022                                                      | -                                                                        | 78’                                                                      |
| 14-10-2020                                                               | Mérida                                                                   | Venezuela                                                                | 0 – 1                                                                    | Paraguay                                                                 | Qual. Mondiali 2022                                                      | -                                                                        | 89’                                                                      |
| 13-11-2020                                                               | San Paolo                                                                | Brasile                                                                  | 1 – 0                                                                    | Venezuela                                                                | Qual. Mondiali 2022                                                      | -                                                                        | 20’                                                                      |
| 17-11-2020                                                               | Caracas                                                                  | Venezuela                                                                | 2 – 1                                                                    | Cile                                                                     | Qual. Mondiali 2022                                                      | -                                                                        | 78’                                                                      |
| 3-6-2021                                                                 | La Paz                                                                   | Bolivia                                                                  | 3 – 1                                                                    | Venezuela                                                                | Qual. Mondiali 2022                                                      | -                                                                        |                                                                          |
| 8-6-2021                                                                 | Caracas                                                                  | Venezuela                                                                | 0 – 0                                                                    | Uruguay                                                                  | Qual. Mondiali 2022                                                      | -                                                                        | 75’                                                                      |
| 13-6-2021                                                                | Brasilia                                                                 | Brasile                                                                  | 3 – 0                                                                    | Venezuela                                                                | Coppa America 2021 - 1º turno                                            | -                                                                        | 84’                                                                      |
| 17-6-2021                                                                | Goiânia                                                                  | Colombia                                                                 | 0 – 0                                                                    | Venezuela                                                                | Coppa America 2021 - 1º turno                                            | -                                                                        | 89’                                                                      |
| 20-6-2021                                                                | Rio de Janeiro                                                           | Venezuela                                                                | 2 – 2                                                                    | Ecuador                                                                  | Coppa America 2021 - 1º turno                                            | -                                                                        | 82’                                                                      |
| 27-6-2021                                                                | Brasilia                                                                 | Venezuela                                                                | 0 – 1                                                                    | Perù                                                                     | Coppa America 2021 - 1º turno                                            | -                                                                        | 59’                                                                      |
| 10-10-2021                                                               | Caracas                                                                  | Venezuela                                                                | 2 – 1                                                                    | Ecuador                                                                  | Qual. Mondiali 2022                                                      | -                                                                        | 46’                                                                      |
| 14-10-2021                                                               | Santiago del Cile                                                        | Cile                                                                     | 3 – 0                                                                    | Venezuela                                                                | Qual. Mondiali 2022                                                      | -                                                                        | 68’                                                                      |
| 16-11-2021                                                               | Caracas                                                                  | Venezuela                                                                | 1 – 2                                                                    | Perù                                                                     | Qual. Mondiali 2022                                                      | -                                                                        | 60’                                                                      |
| 28-1-2022                                                                | Barinas                                                                  | Venezuela                                                                | 4 – 1                                                                    | Bolivia                                                                  | Qual. Mondiali 2022                                                      | -                                                                        | 71’ 80’                                                                  |
| 25-3-2022                                                                | Buenos Aires                                                             | Argentina                                                                | 3 – 0                                                                    | Venezuela                                                                | Qual. Mondiali 2022                                                      | -                                                                        | 62’                                                                      |
| 1-6-2022                                                                 | Ta' Qali                                                                 | Malta                                                                    | 0 – 1                                                                    | Venezuela                                                                | Amichevole                                                               | -                                                                        | 80’                                                                      |
| 9-6-2022                                                                 | Murcia                                                                   | Arabia Saudita                                                           | 0 – 1                                                                    | Venezuela                                                                | Amichevole                                                               | -                                                                        | 72’                                                                      |
| 15-11-2022                                                               | Sharja                                                                   | Venezuela                                                                | 2 – 2                                                                    | Panama                                                                   | Amichevole                                                               | -                                                                        | 46’                                                                      |
| 20-11-2022                                                               | Dubai                                                                    | Siria                                                                    | 1 – 2                                                                    | Venezuela                                                                | Amichevole                                                               | -                                                                        | 46’                                                                      |
| 28-3-2023                                                                | Gedda                                                                    | Uzbekistan                                                               | 1 – 1                                                                    | Venezuela                                                                | Amichevole                                                               | -                                                                        | 70’                                                                      |
| 15-6-2023                                                                | Washington                                                               | Venezuela                                                                | 1 – 0                                                                    | Honduras                                                                 | Amichevole                                                               | -                                                                        | 75’                                                                      |
| 12-10-2023                                                               | Cuiabá                                                                   | Brasile                                                                  | 1 – 1                                                                    | Venezuela                                                                | Qual. Mondiali 2026                                                      | -                                                                        | 46’                                                                      |
| 17-10-2023                                                               | Maturín                                                                  | Venezuela                                                                | 3 – 0                                                                    | Cile                                                                     | Qual. Mondiali 2026                                                      | -                                                                        | 46’                                                                      |
| 16-11-2023                                                               | Maturín                                                                  | Venezuela                                                                | 0 – 0                                                                    | Ecuador                                                                  | Qual. Mondiali 2026                                                      | -                                                                        | 84’                                                                      |
| 21-11-2023                                                               | Lima                                                                     | Perù                                                                     | 1 – 1                                                                    | Venezuela                                                                | Qual. Mondiali 2026                                                      | -                                                                        | 77’                                                                      |
| 21-3-2024                                                                | Fort Lauderdale                                                          | Venezuela                                                                | 1 – 2                                                                    | Italia                                                                   | Amichevole                                                               | -                                                                        | 86’                                                                      |
| 24-3-2024                                                                | Houston                                                                  | Guatemala                                                                | 0 – 0                                                                    | Venezuela                                                                | Amichevole                                                               | -                                                                        | 46’ 58’                                                                  |
| 22-6-2024                                                                | Santa Clara                                                              | Ecuador                                                                  | 1 – 2                                                                    | Venezuela                                                                | Coppa America 2024 - 1º turno                                            | -                                                                        | 45+3’ 46’                                                                |
| 26-6-2024                                                                | Inglewood                                                                | Venezuela                                                                | 1 – 0                                                                    | Messico                                                                  | Coppa America 2024 - 1º turno                                            | -                                                                        | 46’                                                                      |
| 5-7-2024                                                                 | Arlington                                                                | Venezuela                                                                | 1 – 1 (3 - 4 dtr)                                                        | Canada                                                                   | Coppa America 2024 - Quarti di finale                                    | -                                                                        | 60’                                                                      |
| 5-9-2024                                                                 | El Alto                                                                  | Bolivia                                                                  | 4 – 0                                                                    | Venezuela                                                                | Qual. Mondiali 2026                                                      | -                                                                        | 58’ 78’                                                                  |
| 10-9-2024                                                                | Maturín                                                                  | Venezuela                                                                | 0 – 0                                                                    | Uruguay                                                                  | Qual. Mondiali 2026                                                      | -                                                                        | 27’ 82’                                                                  |
| 15-10-2024                                                               | Asunción                                                                 | Paraguay                                                                 | 2 – 1                                                                    | Venezuela                                                                | Qual. Mondiali 2026                                                      | -                                                                        | 45+3’ 80’                                                                |
| 14-11-2024                                                               | Maturin                                                                  | Venezuela                                                                | 1 – 1                                                                    | Brasile                                                                  | Qual. Mondiali 2026                                                      | -                                                                        | 15’ 82’                                                                  |
| 21-3-2025                                                                | Quito                                                                    | Ecuador                                                                  | 2 – 1                                                                    | Venezuela                                                                | Qual. Mondiali 2026                                                      | -                                                                        |                                                                          |
| 25-3-2025                                                                | Maturín                                                                  | Venezuela                                                                | 1 – 0                                                                    | Perù                                                                     | Qual. Mondiali 2026                                                      | -                                                                        | 78’                                                                      |
| 6-6-2025                                                                 | Maturín                                                                  | Venezuela                                                                | 2 – 0                                                                    | Bolivia                                                                  | Qual. Mondiali 2026                                                      | -                                                                        | 76’                                                                      |
| 10-6-2025                                                                | Montevideo                                                               | Uruguay                                                                  | 2 – 0                                                                    | Venezuela                                                                | Qual. Mondiali 2026                                                      | -                                                                        | 46’                                                                      |
| Totale                                                                   |                                                                          | Presenze                                                                 | 38                                                                       |                                                                          | Reti                                                                     | 0                                                                        |                                                                          |

| Cronologia completa delle presenze e delle reti in nazionale ― Venezuela under 20 | Cronologia completa delle presenze e delle reti in nazionale ― Venezuela under 20 | Cronologia completa delle presenze e delle reti in nazionale ― Venezuela under 20 | Cronologia completa delle presenze e delle reti in nazionale ― Venezuela under 20 | Cronologia completa delle presenze e delle reti in nazionale ― Venezuela under 20 | Cronologia completa delle presenze e delle reti in nazionale ― Venezuela under 20 | Cronologia completa delle presenze e delle reti in nazionale ― Venezuela under 20 | Cronologia completa delle presenze e delle reti in nazionale ― Venezuela under 20 |
| Data                                                                              | Città                                                                             | In casa                                                                           | Risultato                                                                         | Ospiti                                                                            | Competizione                                                                      | Reti                                                                              | Note                                                                              |
| --------------------------------------------------------------------------------- | --------------------------------------------------------------------------------- | --------------------------------------------------------------------------------- | --------------------------------------------------------------------------------- | --------------------------------------------------------------------------------- | --------------------------------------------------------------------------------- | --------------------------------------------------------------------------------- | --------------------------------------------------------------------------------- |
| 17-1-2019                                                                         | Rancagua                                                                          | Venezuela under 20                                                                | 1 – 0                                                                             | Colombia under 20                                                                 | Sudamericano Sub-20 2019 - 1º turno                                               | -                                                                                 | 13’ 49’                                                                           |
| 19-1-2019                                                                         | Rancagua                                                                          | Cile under 20                                                                     | 1 – 2                                                                             | Venezuela under 20                                                                | Sudamericano Sub-20 2019 - 1º turno                                               | -                                                                                 | 96’                                                                               |
| 21-1-2019                                                                         | Rancagua                                                                          | Brasile under 20                                                                  | 2 – 1                                                                             | Venezuela under 20                                                                | Sudamericano Sub-20 2019 - 1º turno                                               | -                                                                                 | 72’                                                                               |
| 23-1-2019                                                                         | Rancagua                                                                          | Bolivia under 20                                                                  | 0 – 1                                                                             | Venezuela under 20                                                                | Sudamericano Sub-20 2019 - 1º turno                                               | -                                                                                 | 53’                                                                               |
| Totale                                                                            |                                                                                   | Presenze                                                                          | 4                                                                                 |                                                                                   | Reti                                                                              | 0                                                                                 |                                                                                   |